# Rodrigo Álvarez Zenteno

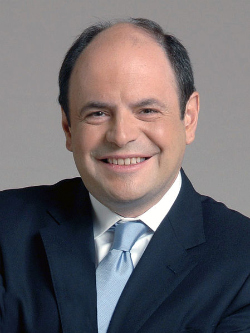
Rodrigo Álvarez Zenteno

Rodrigo Alejandro Álvarez Zenteno (* 30. Juli 1966 in Punta Arenas) ist ein chilenischer Rechtswissenschaftler, Hochschullehrer und Politiker der Unabhängigen Demokratischen Union UDI (Unión Demócrata Independiente), der unter anderem zwischen 1998 und 2010 Mitglied der Abgeordnetenkammer (Cámara de Diputados) war, der zweiten Kammer des Nationalkongresses (Congreso Nacional), sowie von 2009 bis 2010 Präsident der Abgeordnetenkammer war. Im Kabinett Piñera I fungierte er zwischen 2011 und 2012 als Energieminister (Ministro de Energía) und war später von 2021 bis 2022 Mitglied und Vizepräsident der Verfassunggebenden Versammlung Chiles (Convención Constitutional).

## Leben
Rodrigo Alejandro Álvarez Zenteno, Sohn von Manuel Alvarez und Lucía Zenteno, besuchte von 1972 bis 1979 die Grundschule Colegio Miss Sharp in Punta Arenas sowie die dortige Sekundarschule Colegio San José und daraufhin von 1979 bis 1983 das Liceo Salesiano San José. Im Anschluss begann er ein Studium an der Fakultät für Rechtswissenschaften der Päpstlichen Katholischen Universität von Chile PUC (Pontificia Universidad Católica de Chile) und erhielt nach dessen Abschluss am 28. Mai 1990 seine Zulassung als Rechtsanwalt. 1987 begann er während des Studiums seine politischen Aktivitäten als Präsident des Studentenzentrums der juristischen Fakultät der Pontificia Universidad Católica de Chile und trat 1988 der Unabhängigen Demokratischen Union (UDI) bei, wo er die Position des Vizepräsidenten für Jugend übernahm. Im beruflichen Bereich war er zwischen 1990 und 2003 als Rechtsanwalt tätig und beriet Unternehmen in steuer-, handels- und wettbewerbsrechtlichen Fragen. 1991 begann er sein Promotionsstudium an der Universität Navarra, welches er 1993 als Doktor der Rechte mit der Dissertation „El sistema de financiación por capital riesgo. Aspectos jurídicos y empresariales“ (‚Das Risikokapitalfinanzierungssystem. Rechtliche und geschäftliche Aspekte‘) beendete. 
Nach seiner Rückkehr lehrte er zwischen 1993 und 2009 als Professor für Handelsrecht an der Päpstlichen Katholischen Universität von Chile sowie zugleich von 1994 bis 2000 und erneut 2006 als Professor für Steuerrecht und des Weiteren 1996 und abermals zwischen 1998 und 2006 als Professor für Wettbewerbsrecht. Zwischenzeitlich absolvierte er zwischen 1996 und 1997 noch ein postgraduales Studium an der Harvard University, welches er mit einem Master of Laws (LL.M.) beendete. Er fungierte außerdem als akademischer Sekretär des Postgraduiertenstudiums und des Masterstudiengangs in Wirtschaftsrecht an der PUC. Ebenso war er zwischenzeitlich als Professor an der Universidad Austral de Chile, der Universidad del Desarrollo UDD, der Universidad Finis Terrae UFT, der Universidad Adolfo Ibáñez (UAI), der Universidad de Atacama und der Universidad Alonso de Ovalle tätig. Er war ferner zwischen 1995 und 1997 Partner der Rechts- und Steuerberatungsabteilung von Price Waterhouse sowie später von 2000 bis 2003 Partner der Anwaltskanzlei Passano, Álvarez y Compañía, ehe er 2007 der Anwaltskanzlei Pérez de Arce Abogados beitrat.
Bei der Parlamentswahl am 11. Dezember 1997 wurde Rodrigo Álvarez Zenteno für die UDI im Wahlkreis Distrito Nº 60, Región de Magallanes y Antártica Chilena als Nachfolger von Vicente Karelovic erstmals zum Mitglied der Abgeordnetenkammer (Cámara de Diputados) gewählt, der zweiten Kammer des Nationalkongresses (Congreso Nacional). Er gehörte dieser nach seinen Wiederwahlen am 16. Dezember 2001 und 11. Dezember 2005 vom 11. März 1998 bis zu seiner Ablösung durch Miodrag Marinović am 11. März 2010 an. 2006 gehörte er zum Nationalvorstand der UDI und wurde bis 2008 zum Vizepräsidenten gewählt.
Als Nachfolger von José Francisco Encina Moriamez übernahm er am 19. März 2009 das Amt als Präsident der Abgeordnetenkammer und bekleidete dieses bis zum 11. März 2010, woraufhin Alejandra Sepúlveda Orbenes ihn ablöste. Im März 2010 übernahm er das Amt des Staatssekretärs im Finanzministerium (Subsecretario de Hacienda). Am 22. Juli 2011 wurde er im ersten Kabinett von Staatspräsident Sebastián Piñera Echenique als Nachfolger von Laurence Golborne zum Energieminister (Ministro de Energía) ernannt, nachdem Fernando Echeverría vom 18. bis 21. Juli 2011 kommissarischer Energieminister war. Am 26. März 2012 reichte er seinen Rücktritt vom Amt ein, woraufhin Jorge Bunster neuer Energieminister wurde.
Álvarez Zenteno war Präsident des chilenischen Lebensmittel- und Getränkeverbandes AB Chile (Asociación de Alimentos y Bebidas de Chile) und Berater der Gesellschaft für Fertigungsentwicklung SOFOFA (Sociedad de Fomento Fabril). 2017 stellte er seine Kandidatur für den Vorsitz von SOFOFA vor, lehnte es dann jedoch ab, weiterzumachen. Am 4. Juli 2021 wurde er Mitglied der Verfassunggebenden Versammlung Chiles (Convención Constitutional) und gehörte dieser bis zum 4. Juli 2022 an. Er war während dieser Zeit zwischen dem 29. Juli 2021 und dem 6. Januar 2022 auch einer der Vizepräsidenten dieser Versammlung. Aus seiner Ehe mit Pamela Serra Freire gingen fünf Kinder hervor.